# Julija Borissowna Nawalnaja

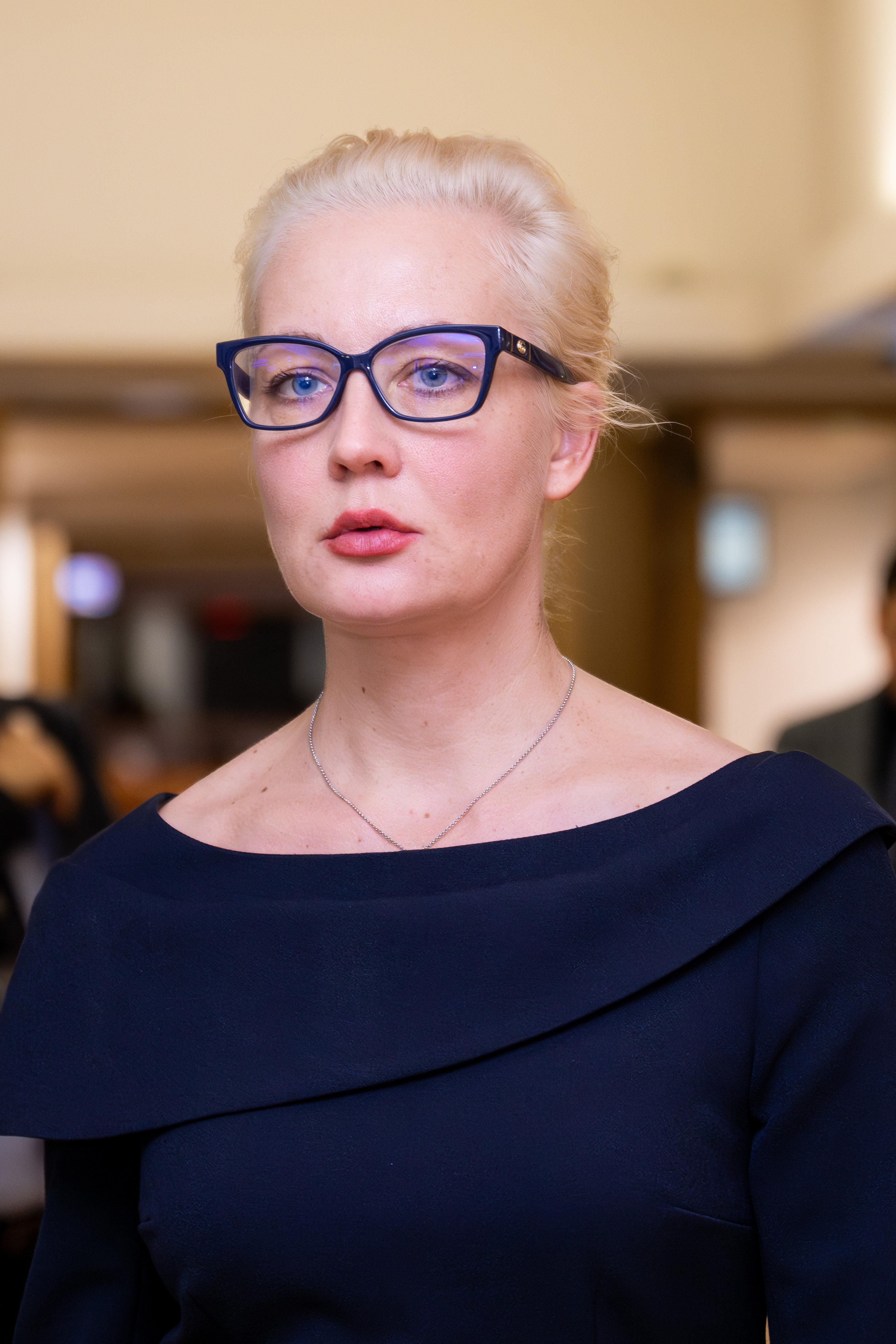
Julija Nawalnaja, 2024

Julija Borissowna Nawalnaja (russisch Юлия Борисовна Навальная), geborene Abrossimowa (russisch Абросимова; * 24. Juli 1976 in Moskau), ist eine russische Menschenrechtsaktivistin. Als Ehefrau des russischen Oppositionsführers und Dissidenten Alexei Nawalny wurde sie in den Medien zu seinen Lebzeiten als „First Lady“ der russischen Opposition beschrieben.

## Biografie

### Leben
Nawalnaja absolvierte ein Studium an der Fakultät für Internationale Wirtschaftsbeziehungen in der Russischen Wirtschaftsakademie Plechanow und machte danach ein Praktikum im Ausland, bei dem sie an einer Graduiertenschule ausgebildet wurde. Später arbeitete sie für einige Zeit in einer Moskauer Bank.
Im Sommer 1998 traf sie während eines Türkeiurlaubes auf den Anwalt Alexei Anatoljewitsch Nawalny, der ebenfalls in Moskau wohnhaft war. Im Jahr 2000 heirateten die beiden und schlossen sich noch im selben Jahr der Jabloko-Partei an, die Julija Nawalnaja im Mai 2011 wieder verließ.
Während dieser Zeit gebar sie zwei Kinder – eine  Tochter (* 2001) und einen Sohn (* 2008). Als Nebentätigkeit half sie ihren Schwiegereltern in der Fabrik beim Körbeflechten.
Nach 2007 ging Nawalnaja keiner Erwerbstätigkeit mehr nach und konzentrierte sich nun hauptsächlich auf die Erziehung ihrer Kinder.

### Erste öffentliche Aufmerksamkeit
Ab 2007 erlangte Alexei Nawalny in Russland Bekanntheit als Blogger und Oppositionspolitiker. Nawalnaja wurde die erste Sekretärin und Assistentin ihres Mannes. Dementsprechend wurde das Leben der Familie deutlich öffentlicher, so dass Nawalnaja „First Lady der russischen Opposition“ genannt wurde. Sie versuchte nicht, sich als unabhängige Figur darzustellen, sondern nahm die Rolle einer hingebungsvollen Gattin und Begleiterin ihres Mannes an. Wenn es für ihn erforderlich war, war sie zu harten Aussagen und entschlossenen Handlungen bereit. Sie selbst startete aber aus eigener Hand keine politischen Aufrufe. Dennoch hielt sie ihre politische Meinung nicht geheim. So betitelte sie den Leiter der russischen Nationalgarde Viktor Zolotow, der Alexei Nawalny im September 2018 zu einem „Duell“ herausforderte, als „Dieb, Feigling und unverschämten Banditen“.
Nawalnaja erregte im Spätsommer und Frühherbst 2020 größere öffentliche Aufmerksamkeit, als ihr Mann wegen des Verdachts auf eine Vergiftung in Omsk in ein Krankenhaus eingeliefert wurde. Sie forderte, dass Nawalny zur Behandlung nach Deutschland geflogen werden müsse, und wandte sich direkt an den russischen Präsidenten Wladimir Putin. Nachdem deutsche Experten die Vergiftung bestätigt hatten, bestritt der russische Arzt Leonid Roschal, dass in Nawalnys Proben in Russland eine giftige Substanz gefunden worden sei. Daraufhin beschuldigte Nawalnaja ihn, nicht als Arzt, sondern als „Stimme des Staates“ zu handeln.
Als Alexei Nawalny im Berliner Krankenhaus Charité wieder zu sich kam, postete er als erstes Lebenszeichen: „Julija, du hast mich gerettet“. Die russische Zeitung Nowaja gaseta und Nawalnys Anhänger nannten sie von nun an Heldin des Jahres 2020. Wichtige europäische Medien verfolgten ihre Aktivitäten genau und zitierten ihre Beiträge in sozialen Netzwerken.

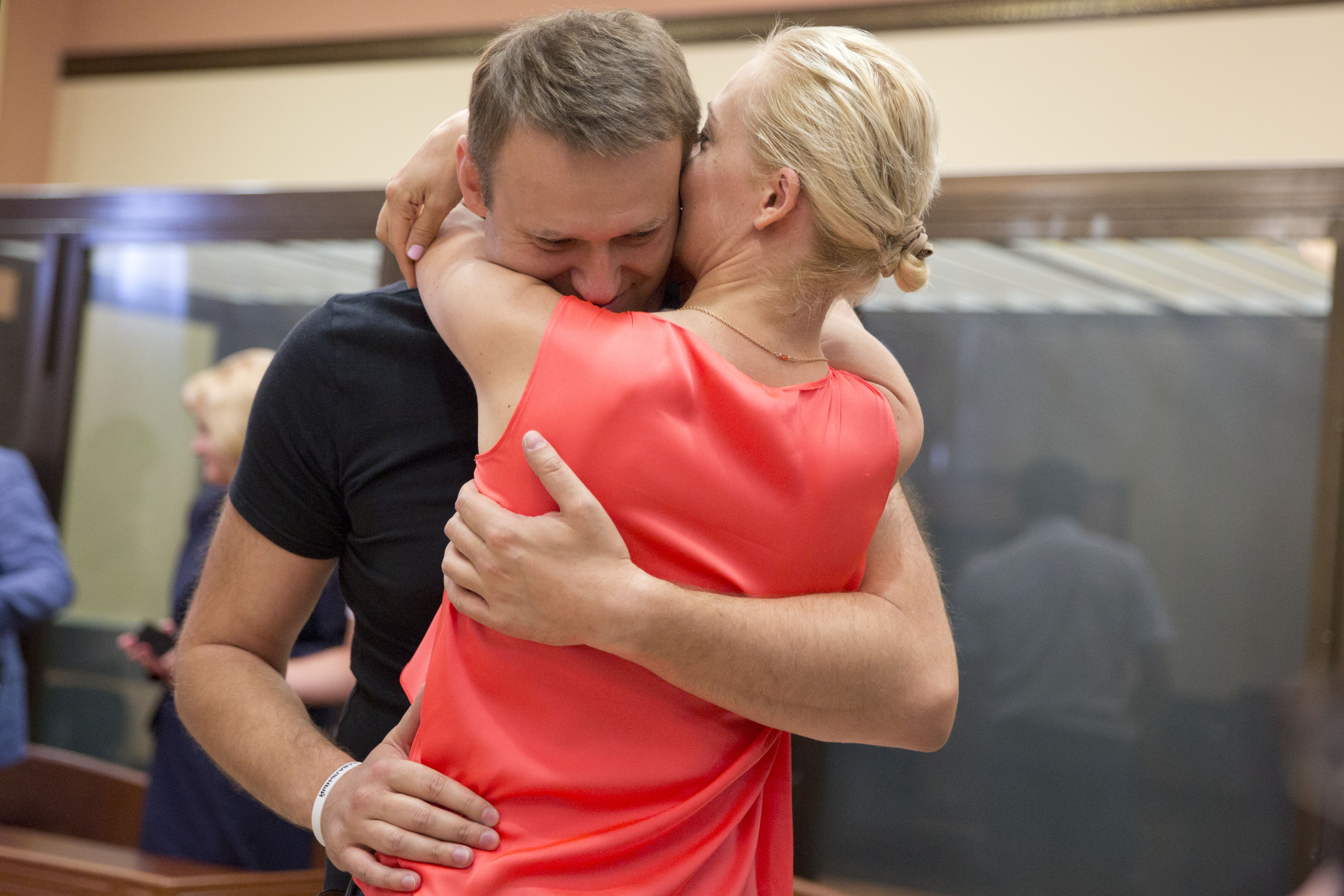
Aleksej und Julija Navalny nach der Freilassung von Navalny aus der Haft nach der Berufung der Staatsanwaltschaft am 19. Juli 2013

Im Januar 2021 kehrte Nawalnaja mit ihrem Mann nach Russland zurück. Nach der Festnahme Nawalnys bei der Grenzkontrolle erklärte sie, die Verhaftung ihres Mannes und die Schließung des Flughafens in Wnukowo seien Folgen der Angst der russischen Behörden vor Nawalny. „Alexei sagte, dass er keine Angst hat […] Und ich habe auch keine Angst. Und ich fordere euch alle auch dazu auf, keine Angst zu haben“, sagte sie. Später beschuldigte Nawalnaja die Sicherheitsbeamten, sie als Frau eines Feindes des Volkes verfolgt zu haben. Sie schrieb auf Instagram: „Das Jahr 37 ist gekommen, und wir haben es nicht bemerkt“.
Am 21. Januar kündigte Nawalnaja ihre Teilnahme an den russischen Protesten 2021 an, um die Freilassung ihres Mannes zu fordern. Am 23. Januar wurde sie festgenommen, aber am selben Abend wieder freigelassen.

### Politische Rolle und Beiträge
Im Jahr 2015 belegte Nawalnaja beim „Echo Moskwy“ den 67. Platz unter den hundert einflussreichsten Frauen Russlands.
Sie wurde in den Medien als „First Lady“ der russischen Opposition beschrieben.
Im September 2020, nach der Vergiftung von Nawalny, kamen Meinungen dazu auf, dass Nawalnaja jetzt beginnen könne, eine unabhängige politische Rolle zu spielen und die „russische Tichanowskaja“ werden könnte; die Führerin der gesamten Opposition.
Der Politikanalyst Konstantin Kalachev sagte, dass sich Nawalnajas Rolle geändert habe: „Von der Frau eines Politikers wird sie selbst zur Politikerin“; „Sie hat Charisma und Charme und kann ihren Mann bei Bedarf leicht ersetzen“. Der politische Stratege Abbas Gallyamov verglich Nawalnaja mit Corazon Aquino, der Frau des wichtigsten Oppositionsführers auf den Philippinen. Andere Kommentatoren hielten solch eine Wendung für unwahrscheinlich.
Im Januar 2021 drohte der Pro-Kreml-Kanal Tsargrad-TV, intime Dateien von Alexei Nawalny zu veröffentlichen, sollte Julija Nawalnaja nicht versprechen, „in Russland nicht [Swjatlana] Zichanouskaja zu werden“ und „keine politischen Spiele zu spielen“.
Bekannt wurde sie am 23. Januar 2021, nachdem sie und ihr Mann aus Deutschland zurückgekehrt waren und Nawalny verhaftet wurde. Dadurch wurde sie zur Hauptfigur der Proteste und landete innerhalb weniger Minuten im Gefängnistransporter. Zusätzlich wurde sie bei einem der Nachproteste wieder festgenommen und befand sich mehrere Stunden in Polizeigewahrsam, womit sie erneut Aufmerksamkeit erregte.
Der russische Sammler Marat Gelman bemerkte, dass „Nawalnaja eine mächtige Politikerin werden könnte“ und die damaligen Wahlen in Russland gegen jeden, außer Putin, gewinnen könne. Es wurde vorgeschlagen, dass Nawalnaja sich 2021 für die Staatsduma nominieren lassen solle. Der Politikwissenschaftler Sergei Markow meinte, sie könne die Anti-Korruptionsstiftung leiten, wenn Ljubow Sobol diesen Posten nicht erhalte.
Bei einer Aktion, die in Russland sowie im Ausland Beachtung fand, ging es darum, ein Zeichen gegen unfaire Gerichtsprozesse zu setzen, indem man sich rote Kleidung anzieht. So wurde Julija Nawalnaja bei einem Gerichtsprozess ihres Mannes in einem auffällig roten Pullover gesichtet. Tausende andere Russinnen unterstützen sie und posteten sich in roter Kleidung in den sozialen Netzwerken.
In einem Interview mit der deutschen Ausgabe der Zeitschrift Harper’s Bazaar sprach sie 2021 – knapp ein Jahr nach dem Giftanschlag auf ihren Mann – über ihre Einstellung zu ihrer Zukunft. Sie sah sich selbst nicht als Politikerin, sondern nur als eine Unterstützung für ihren Mann: „Ich habe keine Idole, aber ich bewundere Menschen, die sich Ziele setzen. Vielleicht weil ich auch so bin. Ich weiß, was ich will und wohin ich gehe.“ Aus den Erlebnissen des Jahres 2020 habe sie die Lehre gezogen, nicht aufzugeben, keine Schwäche zu zeigen und „das [zu] tun, was getan werden muss“. Zu ihren in dem Interview 2021 geäußerten politischen Positionen gehörte der Einsatz für gesetzliche Regelungen zur Behebung der Einkommensungleichheiten zwischen Frauen und Männern und zur Verbesserung der Situation alleinerziehender Mütter. Als der General Wiktor Solotow drohte, aus Alexej Nawalny „Hackfleisch“ zu machen, bezeichnete sie den ehemaligen Leibwächter Putins und Vertrauten des Präsidenten als „Dieb, Feigling und frechen Banditen“.
Nach dem Tod ihres Mannes rief Julija Nawalnaja am 16. Februar 2024 auf der 60. Münchner Sicherheitskonferenz unter anderem dazu auf, Putin zur Rechenschaft zu ziehen. Er und seine Verbündeten sollten „bestraft werden für das, was sie unserem Land, meiner Familie und meinem Mann angetan haben“ und „[wir] sollten heute gegen dieses schreckliche Regime in Russland kämpfen“. Putin müsse „persönlich für alle Gräueltaten zur Rechenschaft gezogen werden“. Drei Tage darauf, am 19. Februar 2024, kündigte sie in einer Videobotschaft an, anstelle ihres Mannes in dessen Sinn den politischen Kampf fortsetzen zu wollen. Am selben Tag war sie als Gast beim Außenministerrat der EU-Staaten in Brüssel zugegen. Am 28. Februar 2024 wurde ihre Rede vor dem Europäischen Parlament in Straßburg von den Abgeordneten mit langanhaltendem Beifall anerkannt. Dabei bezeichnete sie Putin als Mafioso, der für den russischen Angriffskrieg gegen die Ukraine, an den sich alle gewöhnten, zur Rechenschaft gezogen werden müsse.

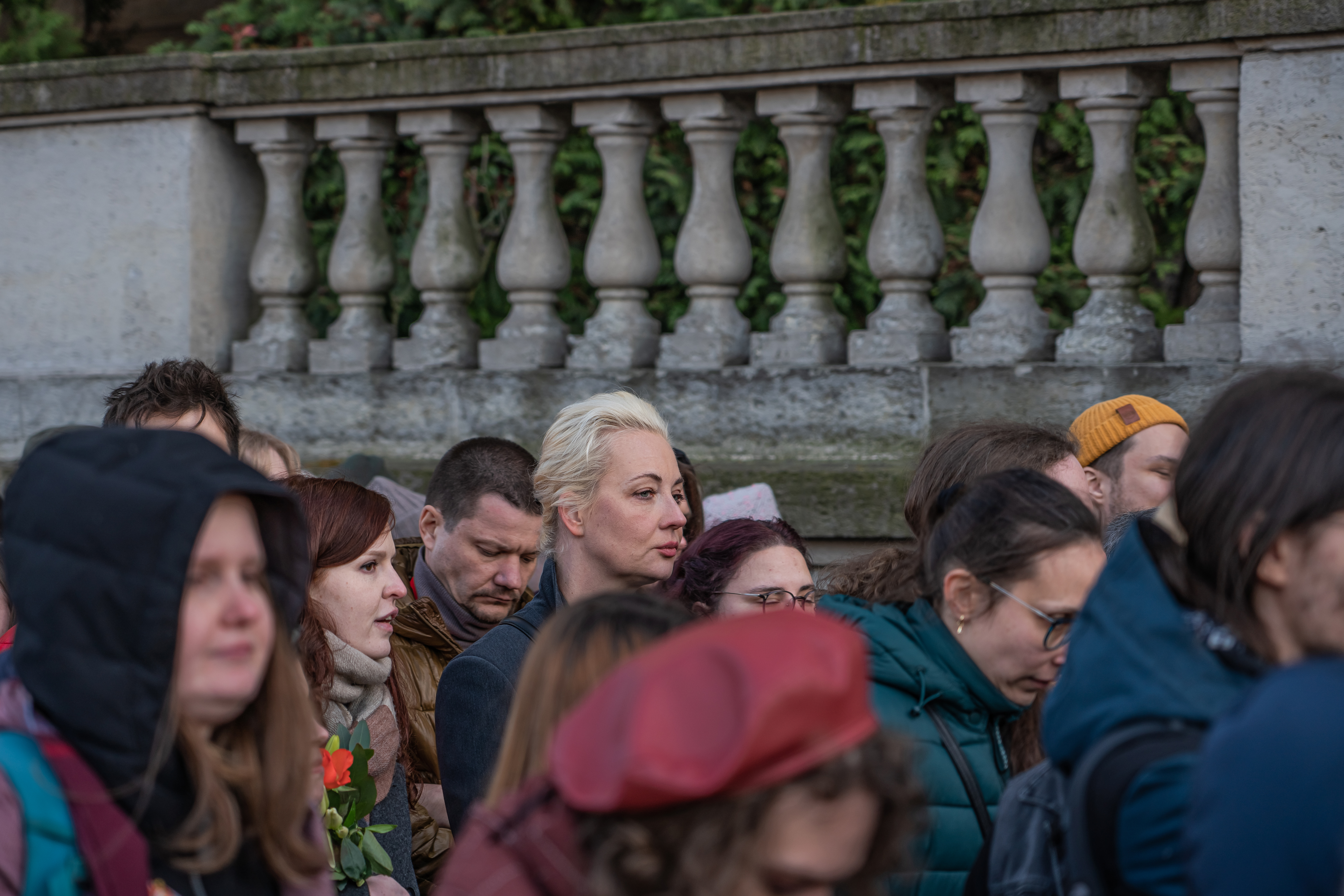
Julija Nawalnaja am 17. März 2024 in der Warteschlange vor der Russischen Botschaft in Berlin, um dort abzustimmen

Im März 2024 bei der russischen Präsidentschaftswahl ging sie zum Wahllokal bei der Russischen Botschaft in Berlin und wählte als Ausdruck ihres Protests gegen Putin absichtlich ungültig, indem sie den Namen „Nawalny“ auf ihren Stimmzettel schrieb.
Im Juli 2024 erging in Russland ein Haftbefehl gegen sie; ein russisches Gericht wirft ihr die Beteiligung an einer „extremistischen Organisation“ vor. Im Falle einer Rückkehr nach Russland drohen Nawalnaja deswegen mindestens zwei Monate Untersuchungshaft.

## Auszeichnungen
- 2024: Dresden-Preis, zusammen mit Alexei Nawalny (postum)[28]
- 2024: Freiheitspreis der Medien, zusammen mit Alexei Nawalny (postum)[29][30]